# Izobar
Izobary – jądra atomowe o równej liczbie masowej A, różniące się liczbą atomową Z. W praktyce oznacza to, że izobarami są atomy różnych pierwiastków, mające jednak tę samą liczbę nukleonów.
Jak dotąd nie znaleziono dwóch trwałych izobarów o liczbach atomowych różniących się o 1 (sąsiadujące w układzie okresowym pierwiastków).

## Przykłady izobarów
- 14C i 14N
- 17N, 17O i 17F

Szczególny przypadek: jądra lustrzane.